# Liste des épisodes de Sous le soleil

Cette page présente la liste des épisodes du feuilleton télévisé français Sous le soleil.

## Liste des épisodes

### Saison 1 (1996)
1. Plage à vendre
2. Le beau mariage
3. Comportement modèle
4. La tentation
5. Le juge
6. J'ai besoin de personne
7. La star
8. À bout de souffle
9. État critique
10. La menace
11. Garde à vue
12. Règlement de comptes
13. Nouveaux départs

### Saison 2 (1997)
1. Coups de pouce
2. Retour en musique
3. Diagnostic : Jalousie
4. Un moment d'égarement
5. L'amie de mon ami
6. À qui la faute ?
7. Loin des yeux
8. Sexe, mensonge et calomnie
9. Le démon de midi
10. Taire ou ne pas taire ?
11. Le plus beau jour de ma vie
12. Cœur piégé
13. Un père de trop
14. Retour à la case départ
15. Trop star pour toi
16. Quitte ou double
17. L'héritage
18. Bienvenue à bord
19. L'amour à risque
20. Amies d'enfance
21. Affaires de famille
22. L'intrus
23. Raison et sentiment
24. Le soupçon
25. Le cœur en balance
26. Oui ou non

### Saison 3 (1998)
1. Jamais sans toi
2. D'amour et d'eau fraîche
3. Le chantage
4. Le point de non retour
5. Le tournant
6. La belle et le voyou
7. L'Américain
8. L'agression
9. Les malheurs de Caro
10. Mon prince charmant
11. La fin d'un rêve
12. Accident d'amour
13. Le poids de la famille
14. L'ami de ma fille
15. Mon ex
16. Amour infernal
17. Le mal d'amour
18. Abus de pouvoir
19. Le compromis
20. Elle ou moi
21. L'homme de ma vie
22. L'amour meurtri
23. La rançon de la gloire
24. Les liens du sang
25. La proie
26. Coupable ou non coupable

### Saison 4 (1998-1999)
1. Le sacrifice de Manu
2. Abus de confiance
3. Caro, ma sœur
4. Sans laisser d'adresse
5. Il y a 20 ans...
6. Le bonheur des uns
7. Un amour impossible
8. Les démons de Valentine
9. Ni avec toi, ni sans toi
10. Jalousie
11. Les premiers pas
12. Une tendre initiative...
13. Une dernière note de musique
14. Le courage de vivre
15. Entre deux passions
16. Quand le masque tombe
17. La tentation de Benjamin
18. Passé composé
19. L'adieu au prince
20. La mémoire en vrac
21. L'ombre du doute
22. L'envol
23. Mensonge et musique
24. À la folie, pas du tout
25. Permis d'aimer
26. Dernier concert
27. Gage d'amour
28. Le sacrifice
29. Un amour insupportable
30. La danse, rien que la danse
31. Un bonheur trop fragile
32. Au-delà de la vengeance
33. La peur au ventre
34. Aller simple
35. L'enfant de l'amour
36. Un pas de trop
37. Mères et filles
38. Douche froide
39. Le choix d'aimer
40. La fugue

### Saison 5 (1999-2000)
1. D'égale à égale
2. Dans le rôle du père
3. Le mariage interdit
4. Rompre le silence
5. Les ailes brisées
6. La honte
7. Un dernier contrat
8. Spirale
9. Amants d'un jour
10. Double aveu
11. Les frères ennemis
12. Souffrir d'aimer
13. Premier accroc
14. Le choix de Laure
15. Sœurs rivales
16. L'amitié retrouvée
17. Toujours plus loin
18. Des bleus au cœur
19. Passion dévorante
20. Dilemme
21. La reconquête
22. Pardons
23. Départs
24. La dernière danse
25. L'avenir est à nous
26. Un grand geste d'amour
27. Une absence douloureuse
28. Un dernier duo
29. Un mystérieux secret
30. De peur d'aimer
31. La blessure
32. Trop jeunes...
33. Le choix
34. Un bébé nommé désir
35. Face à face
36. Un si petit rival
37. Autorité parentale
38. Duel au soleil
39. L'une ou l'autre
40. Rivalité
41. Le choix de Victoria
42. L'accident
43. La force de l'amour
44. Le piège
45. La princesse abandonnée
46. Le choix du cœur
47. Danger

### Saison 6 (2000-2001)
1. Le choix de l'espoir
2. Un pas à franchir
3. Les blessures du passé
4. Un cas de conscience
5. Mon père cet inconnu
6. Double jeu
7. Rumeurs
8. Impardonnable
9. Dérapage
10. Pour elles
11. Le défi de la vie
12. Harcèlement
13. Au pied du mur
14. Trahison
15. L'important c'est d'aimer
16. La fin et les moyens
17. Un passé trop présent
18. Masculin pluriel
19. Une si longue absence
20. Noces de sang
21. Pourquoi moi ?
22. Un hôte imprévu
23. Une petite fille modèle
24. Au nom des pères
25. Mains tendues
26. Mise à l'épreuve
27. Faux-semblants
28. Liaison dangereuse
29. Le défi de l'amour
30. À la folie
31. La sanction
32. Passage en force
33. Le prix de l'amitié
34. Ennemies intimes
35. Petit homme
36. Dames de cœur
37. L'esprit de famille
38. Vertiges de l'amour
39. Nostalgie
40. La femme interdite

### Saison 7 (2001-2002)
1. La fureur d'aimer
2. Une journée en enfer
3. Dernier tour
4. Illusions
5. Lucie
6. Les raisons du cœur
7. Une place au soleil
8. C'est mon droit
9. Les mots pour le dire
10. Nouvelle vie
11. Les limites du pouvoir
12. Le hasard et la violence
13. La liberté à tout prix
14. Nouvelles directions
15. Paroles d'honneur
16. Au nom du maire
17. Un trop lourd secret
18. L'espoir
19. La mauvaise réputation
20. Comme un aimant
21. Tom song
22. Le défi
23. Une amitié particulière
24. Libres d'aimer
25. Un bonheur impossible
26. Sans issue
27. Liberté sans condition
28. Une blessure trop profonde
29. Plus je t'aime, moins je t'aime
30. Le retour d'une étoile
31. L'attrape-cœurs
32. Crise d'identité
33. Je est un autre
34. Mensonge et sentiments
35. Les illusions perdues
36. Noirs désirs
37. Pulsions
38. Âme en peine
39. Une insoutenable vérité
40. Fuir le bonheur
41. Le saut de l'ange
42. Une raison de vivre

### Saison 8 (2002-2003)
1. Coup du sort
2. Mensonge et dépendances
3. L'enfant de cœur
4. Noces improbables
5. Jalousie
6. La séparation
7. Pour l'amour d'une mère
8. La route de l'amitié
9. Retour vers le passé
10. Une place à prendre
11. Illégitime vengeance
12. Trop tard
13. Un amour de belle-mère
14. L’alternative
15. Fille et mère
16. Le père prodigue
17. Homme sweet homme
18. Transfert amoureux
19. Pris au piège
20. En désespoir de cause
21. Jusqu'au bout
22. Un homme sous influence
23. Affaires privées
24. Enfants sous influence
25. Résurrection
26. Place des lices au soleil
27. Accords et désaccords
28. Un goût de cendres
29. Amour et conséquences
30. Voix tracées
31. Secrets et mensonges
32. La femme de ma vie
33. Faux-frères
34. L’épreuve d’une mère
35. Tout sur les mères
36. Péril en la demeure
37. Un si lourd aveu
38. Mondino contre Mondino
39. Fuir le bonheur
40. De père en fils

### Saison 9 (2003-2004)
1. Sans retour
2. Dans l’étau
3. L’amour en enfer
4. La confusion des sentiments
5. Tu ne tueras point
6. Le choix de Laure
7. À rebours
8. L’amour avec effraction
9. Musique au cœur
10. Désirs fous
11. Soupçons
12. Le prix de l’amour
13. Trauma
14. La loi du sentiment
15. La liberté d’aimer
16. Valentine enchaînée
17. À beau mentir qui vient de loin
18. Décrochages
19. Malgré nos différences
20. Dame de cœur contre valet de pique
21. Telle mère tel fils
22. Le coucou
23. Welcome Jessica
24. Jeu dangereux
25. Envers et contre tous
26. Adieux
27. Au risque de tout perdre
28. Les racines de l’amour
29. Dans la gueule du loup
30. Aveux croisés
31. Un homme et une femme
32. Les vraies amies
33. Haut les cœurs
34. L’impossible pardon
35. Apparences trompeuses
36. La vie est un roman
37. Intime conviction
38. Amour aveugle
39. La force d'y croire
40. Un soutien intégral
41. Le bonheur en question

### Saison 10 (2004-2005)
1. L'amour sans partage
2. À la vie, à la mort
3. Les amants maudits
4. Toute la ville en parle
5. Attraction répulsion
6. Rebelles
7. Jessica's song
8. L'appel du large
9. Le silence de la mer
10. L'éternel retour
11. Par amour pour toi
12. Strictement confidentiel
13. La mort en jeu
14. La comédie des sentiments
15. Un soupçon de jalousie
16. Lune de sang
17. Double peine
18. Un crime presque parfait
19. Une équipe qui gagne
20. Ma femme sur Internet
21. L'enfant de la discorde
22. Retour de flammes
23. Chantage
24. Amour coupable
25. Regarde-moi
26. Disque d'or
27. Les deux font le père
28. La chance de ma vie
29. Ange ou démon
30. Haine filiale
31. Deux pères et un bébé
32. Traîtrise
33. Pour l'amour de mon fils
34. Jeu de la séduction
35. L'île de la tentation
36. Le cœur a ses raisons...
37. Silence on tourne
38. L’important c’est de rompre
39. On s'est aimés
40. Le pardon
41. Seconde chance
42. Le feu du désir
43. Je te vengerai, mon fils
44. La rumeur

### Saison 11 (2005-2006)
1. Que justice soit faite !
2. L’avocat du diable
3. Le loup dans la bergerie
4. Body guard
5. Dangereuses liaisons
6. L'amour impur
7. Le temps d'un amour
8. Ces mots qu'on ne dit pas
9. La vie sans toi
10. Inconsolable
11. Famille je te hais
12. Maire et mère
13. Deux frères
14. Frères de sang
15. Deux hommes à terre
16. Traqué
17. Ne me quitte pas
18. Ma meilleure ennemie
19. L’absente
20. Jamais sans mon fils
21. Les fantômes du passé
22. L’inconnue dans la maison
23. Les racines du mal
24. Oser aimer
25. La dernière tentation
26. Mauvaise conscience
27. Un air de flamenco
28. La mort dans l'âme
29. La face cachée
30. Amour hors normes
31. Le gitan
32. Œil pour œil
33. Un homme entre nous
34. Seule contre tous
35. Preuve d’amour
36. Bas les masques
37. Démons
38. La femme aux deux visages
39. La fille de mes rêves
40. Prise d’otage
41. Retour aux sources
42. Comédie fatale
43. Le secret de la confession

### Saison 12 (2006-2007)
1. La gifle
2. Décision fatale
3. Le point de rupture
4. Qui a tué Julia ?
5. Et si c’était lui
6. Toute seule
7. Un père à terre
8. Marions-nous !
9. La maison de la discorde
10. Le réveil
11. Mon fils ma bataille
12. Duel à Saint-Tropez
13. Un couple exemplaire
14. Faute professionnelle
15. La révélation
16. Mon frère
17. Corps à corps
18. Le diable dans la peau
19. Tous en scène
20. Liens de sang
21. Strip tease
22. Trahie
23. Jalouse
24. Pour Sacha
25. La beauté du diable
26. Mon jumeau
27. L’emmerdeuse
28. Menteur !
29. La belle captive
30. Mariage en danger
31. La femme et le pantin
32. Une vérité qui fait mal
33. La disparue
34. L’enfer pour Caro
35. Prisonnière
36. L’enfant du destin
37. L’arnaque
38. Renaissance

### Saison 13 (2007-2008)
1. Jamais sans ma sœur
2. La malédiction
3. Que le spectacle continue
4. Souviens toi !
5. Derrière les miroirs
6. Par effraction
7. Fatale
8. Un cœur libre
9. Coup de cœur
10. Cœur à prendre
11. L'infiltré
12. Coaching
13. Le couple parfait
14. Le témoin
15. Jouer avec le feu !
16. La prison dorée
17. Prête a tout
18. Comédien malgré lui
19. L'ombre du père
20. Des parents envahissants
21. Un ami qui vous veut du bien
22. Le prix du succès
23. Le combat d'une femme
24. L'adieu à la danse

### Saison 14 (2008)
1. La nuit du crime
2. La vérité
3. Le cadeau d'une vie
4. Coup de foudre à Saint-Tropez
5. Dangereuse intimité
6. Le fan
7. Maman est folle
8. Double mixte
9. Au cœur du passé
10. Amour complexe
11. Le fugitif
12. Une vie volée
13. Vive les mariés
14. Un bébé à tout prix
15. Séisme
16. Trois cordes au cou